# Aaron Hickey
Aaron Hickey (Glasgow, Escocia, 10 de junio de 2002) es un futbolista escocés que juega de defensa en el Brentford F. C. de la Premier League de Inglaterra.

## Trayectoria
Se formó en las inferiores del Heart of Midlothian F. C. y, tras un paso por la academia del Celtic F. C., regresó al Hearts en 2018 y el Celtic conservó el 30% del pase del jugador.
El 10 de mayo de 2019 debutó profesionalmente en la derrota por 2-1 de visita ante el Aberdeen F. C. El 25 de mayo de 2019 jugó la final de la Copa de Escocia ante el Celtic F. C., convirtiéndose en el jugador más joven en disputar este encuentro desde John Fleck en 2018.
El 22 de septiembre de 2019 anotó su primer gol, el que fue el tanto de la victoria en el derbi de Edimburgo por 2-1 de visita ante el Hibernian F. C.
El 24 de septiembre de 2020 fue traspasado al Bologna F. C. 1909. Tras un primer año marcado por una lesión que solo le permitió jugar en once partidos de la Serie A, en el segundo tuvo mayor continuidad participando en 36 partidos en los que anotó cinco goles.
El 9 de julio de 2022 el Brentford F. C. anunció su fichaje para las siguientes cuatro temporadas tras haber llegado a un acuerdo para su traspaso.

## Selección nacional
Es internacional en categorías inferiores con la selección de Escocia desde 2019. Debutó con la absoluta el 24 de marzo de 2022 en un amistoso ante Polonia que finalizó en empate a uno.

## Estadísticas
Actualizado al último partido disputado el 28 de octubre de 2023.
| Club                              | Div.          | Temporada     | Liga  | Liga  | Copas nacionales | Copas nacionales | Copas internacionales | Copas internacionales | Total | Total |
| Club                              | Div.          | Temporada     | Part. | Goles | Part.            | Goles            | Part.                 | Goles                 | Part. | Goles |
| --------------------------------- | ------------- | ------------- | ----- | ----- | ---------------- | ---------------- | --------------------- | --------------------- | ----- | ----- |
| Heart of Midlothian F. C. Escocia | 1.ª           | 2018-19       | 2     | 0     | 1                | 0                | —                     | —                     | 3     | 0     |
| Heart of Midlothian F. C. Escocia | 1.ª           | 2019-20       | 22    | 1     | 8                | 0                | —                     | —                     | 30    | 1     |
| Heart of Midlothian F. C. Escocia | Total club    | Total club    | 24    | 1     | 9                | 0                | 0                     | 0                     | 33    | 1     |
| Bologna F. C. 1909 · Italia       | 1.ª           | 2020-21       | 11    | 0     | 1                | 0                | —                     | —                     | 12    | 0     |
| Bologna F. C. 1909 · Italia       | 1.ª           | 2021-22       | 36    | 5     | 0                | 0                | —                     | —                     | 36    | 5     |
| Bologna F. C. 1909 · Italia       | Total club    | Total club    | 47    | 5     | 1                | 0                | 0                     | 0                     | 48    | 5     |
| Brentford F. C. Inglaterra        | 1.ª           | 2022-23       | 26    | 0     | 0                | 0                | ―                     | ―                     | 26    | 0     |
| Brentford F. C. Inglaterra        | 1.ª           | 2023-24       | 9     | 0     | 2                | 0                | ―                     | ―                     | 11    | 0     |
| Brentford F. C. Inglaterra        | 1.ª           | 2024-25       | 0     | 0     | 0                | 0                | ―                     | ―                     | 0     | 0     |
| Brentford F. C. Inglaterra        | Total club    | Total club    | 35    | 0     | 2                | 0                | 0                     | 0                     | 37    | 0     |
| Total carrera                     | Total carrera | Total carrera | 106   | 6     | 12               | 0                | 0                     | 0                     | 118   | 6     |
| 1.                                |               |               |       |       |                  |                  |                       |                       |       |       |